# فاسيلي بتروف
فاسيلي بتروف (بالإنجليزية: Vasily Rodionovich Petrov)‏ (و. 1875 – 1937 م) هو مغني، ومغني أوبرا، من الاتحاد السوفيتي، توفي في موسكو، عن عمر يناهز 62 عاماً.

## جوائز
حصل على جوائز منها:
- فنان الشعب لجمهورية روسيا السوفيتية الاتحادية الاشتراكية [الإنجليزية]‏.